# Định Tây
Định Tây (tiếng Trung: 定西市; Hán-Việt: Định Tây thị; bính âm: Dìngxī Shì) là một địa cấp thị (thành phố cấp địa khu) thuộc tỉnh Cam Túc, Cộng hòa Nhân dân Trung Hoa. Diện tích 20.300 km², dân số 2.960.000 người. Định Tây là một trọng trấn trên con đường tơ lụa cổ đại, là "đông đại môn" của tỉnh lị Lan Châu.

## Lịch sử
Định Tây có một lịch sử lâu dài, có ưu thế rõ ràng về mặt vị trí. Đây là nơi phát sinh quan trọng của nền văn minh thượng du Hoàng Hà, từng tồn tại văn hóa Mã Gia Banh, văn hóa Tề Gia, văn hóa Tự Oa, văn hóa Tân Điện.
Năm thứ 28 (278 TCN) thời Tần Chiêu Tương vương, nước Tần đặt Lũng Tây quận, quận trị nằm tại Địch Đạo (狄道, nay thuộc huyện Lâm Thao), cai quản toàn bộ Định Tây ngày nay. Do quận trị của quận này nằm ở phía tây của Lũng Thủy nên có tên gọi là Lũng Tây. Sau đó, trong một thời gian dài, khu vực Định Tây thuộc về Lũng Tây, Tần châu. Sang thời Ngũ Hồ thập lục quốc, chiến sự diễn ra thường xuyên, khu vực nay là Định Tây trước sau thuộc về các nước Tiền Lương, Hậu Lương, Tiền Triệu, Hậu Triệu, Tiền Tần, Hậu Tần. Đến thời Nam-Bắc triều, Định Tây phân thuộc Tần châu, Hà châu. Năm Kiến Minh thứ 1 (530) thời hoàng đế Nguyên Diệp, triều Bắc Ngụy thiết lập Vị châu, song sau đó lại thường xuyên thay đổi. Năm Nghĩa Ninh thứ 2 (618) thời Tùy Cung Đế, đổi Lâm Thao quận để lập Mân châu. Năm Thiên Bảo thứ 1 (742) thời Đường Huyền Tông, cải Mân châu thành Hòa Chính quận. Năm Càn Nguyên thứ 1 (758) thời Đường Túc Tông, triều đình Đường đặt lại Mân châu. Năm Thượng Nguyên thứ 2 (763) thời Đường Túc Tông, Thổ Phồn đánh chiếm Mân châu, Thổ Phồn sau đó cũng chiếm Lâm châu và Vị châu. Thổ Phồn thống trị khu vực nay là Định Tây trong hơn 300 năm.
Năm Nguyên Phong thứ 4 (1081) thời Tống Thần Tông, quân Tống thu phục đất cũ Tây Hạ, đặt tên là Định Tương thành (nay là vùng đô thị của Định Tây), tên Định Tây bắt đầu từ đó. Năm Trinh Hựu thứ 4 (1216) thời Kim Tuyên Tông, triều đình nhà Kim thăng Định Tây huyện thành Định Tây châu. Sang thời nhà Nguyên, Định Tây thuộc về Thiểm Tây hành tỉnh, năm Chí Chính thứ 12 (1352) thời Nguyên Huệ Tông, do khu vực vừa trải qua động đất lớn, triều đình Nguyên đổi tên Định Tây châu thành An Định châu. Năm Hồng Vũ thứ 10 (1377) thời Minh Thái Tổ, An Định bị giáng thành huyện. Thời nhà Minh và nhà Thanh, khu vực Định Tây thuộc về Thiểm Tây.
Năm 1914, huyện An Định được đổi thành huyện Định Tây, thuộc đạo Lan Sơn của tỉnh Cam Túc. Năm 1936, huyện Định Tây thuộc đệ nhất hành chính đốc sát chuyên viên công thự của tỉnh Thiểm Tây. Năm 1944, huyện Định Tây chuyển sang thuộc đệ cửu hành chính đốc sát chuyên viên công thự. Sau khi Cộng hòa Nhân dân Trung Hoa thành lập, hành chính của khu vực Định Tây có nhiều thay đổi. Tháng 4 năm 2003, địa khu Định Tây trở thành địa cấp thị Định Tây, huyện Định Tây đổi thành khu An Định.
Ngày 22 tháng 7 năm 2013, xảy ra trận động đất mạnh 6,6 độ Richter với tâm chấn nằm tại thành phố Định Tây.

## Các đơn vị hành chính

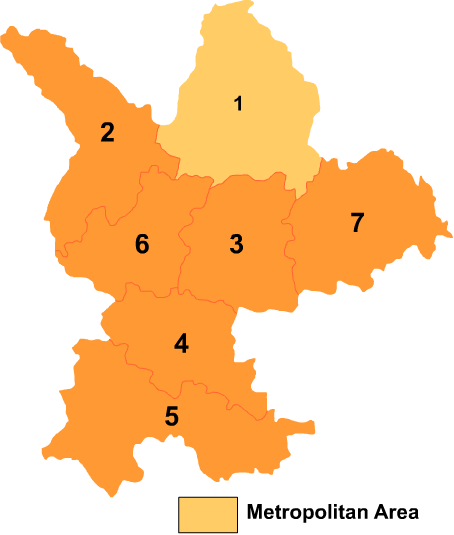
Bản đồ hành chính địa cấp thị Định Tây, với số thứ tự trong hình tương ứng với danh sách bên cạnh.

Địa cấp thị Định Tây có các đơn vị cấp huyện sau:
1. Khu An Định (安定区)
2. Huyện Thông Vị (通渭县)
3. Huyện Lâm Thao (臨洮县)
4. Huyện Chương (漳县)
5. Huyện Mân (岷县), còn phiên là Dân.
6. Huyện Vị Nguyên (渭源县)
7. Huyện Lũng Tây (隴西县)